# Idalus veneta
Idalus veneta là một loài bướm đêm thuộc phân họ Arctiinae, họ Erebidae.